# Вейдингер, Франц
Франц Ксавьер Вейдингер (нем. Franz Xaver Weidinger; 17 июня 1890 Рид-им-Иннкрайс, Австро-Венгрия — 15 октября 1972 Вена) — австрийский художник и график, представитель натурализма в искусстве.

## Жизнь и творчество
Родился в семье сапожника Йозефа Вейдингера и его супруги Цецилии. Отец был австрией, мать родом из Богемии. После получения школьного образования становится в течение полутора лет учеником маляра и лакировщика. В возрасте 15 лет Вейдингер покидает родной город и работает в Мюнхене и художника-декоратора, затем возвращается в Рид и поступает в школу прикладного искусства в Зальцбурге. Оплачивал учёбу, зарабатывая как художник-декоратор, оформитель жилых помещений. В каникулы совершил поездки в Италию и южную Германию. В 1910 году юноша поступает в Академию искусств в Дрездене, где учится у художников Рихарда Мюллера и Осмара Шиндлера. Не имея возможности уплатить за обучение сумму в 90 рейхсмарок, Вейдингер через год возвращается в Вену, где был в 1911 году в Академию художеств. В Академии он обучается до 1916 года в классе Рудольфа Бахера. После окончания Первой мировой войны и работы некоторое время учителем рислования Вейдингер продолжает свою учёбы в Академии (1919—1921). В апреле 1918 года он впервые выставляет свои работы, на экспозиции Венский Сецессион, в 1919 году — в венском Доме художника. Эти выставки принесли ему известность в художественных кругах. В 1923 году он становится одним из основателей Иннфиртлерской группы живописцев (нем. Innviertler Künstlergilde). В 1930—1933 годы Вейдингер является президентом союза художников Верхней Австрии, работает как свободный художник в Линце. В 1937 и в 1938 годы принимал участие со своими двумя пейзажами в Больших германских художественных выставках. В 1938 году одну из этих его картин, «Весна в предгорьях Альп», приобрёл Адольф Гитлер.
Последние годы жизни провёл в городке Бад-Ишль, оборудовав в своём доме там большую мастерскую для работы. Картины Вейдингера пользовались спросом и сделали его богатым человеком. Похоронен в Бад-Ишле.
Франц Вейдингер является представителем венской школы акварелистов. Помимо акварелей, художник писал также картины маслом и занимался печатной графикой, в том числе крупноформатной. Наиболее частыми темами его работ были пейзажи, писал также портреты. В конце своего творческого пути стал близок к импрессионистам.

## Награды (избранное)
- Государственная серебряная медаль (Австрия, 1919)
- Юбилейная премия города Линц (1924)
- Государственная премия Австрии (1926)
- Золотая медаль Линцского союза художников (1927)
- Серебряная медаль города Грац (1928)
- Государственная золотая медаль (Австрия, 1934)
- Серебряная медаль города Зальцбурга (1938)
- присвоено звание профессора (1950)
- Золотой лавровый венок Венского дома художников (1960)